# Ardisia killipii
Ardisia killipii är en viveväxtart som beskrevs av A. C. Smith. Ardisia killipii ingår i släktet Ardisia och familjen viveväxter. Inga underarter finns listade i Catalogue of Life.